# 量子ジャイロスコープ
量子ジャイロスコープ（りょうしジャイロスコープ）は量子力学の原理に基づいた非常に高感度の角速度計測装置である。カリフォルニア大学のバークレー校のリチャード・パッカード (Richard Packard)とその同僚によって製作された。非常に高感度の測定ができるため、理論的には大きい測定装置を製作すれば、地球の自転の回転速度の分（1度の60分の1）単位での変化なども検出できる。

## 原理
1962年、ケンブリッジ大学の物理学者であるブライアン・ジョゼフソンは、薄い絶縁層で隔てられた2つの超伝導体の間には電流が流れるという説を示した。「ジョセフソン効果」という用語は広義では、波のような性質をもつ分子によって構成され、弱い力で結合された微視的な量子系間におこる普通とは異なった振る舞いを指す。超流動によるジョセフソン効果として、2つの超流動体（無摩擦流体）を弱い結合でつなぎ、片方の側だけに圧力を印加すると、流体は片方の側から反対側へと振動する効果がある。
量子ジャイロスコープはこの超流動のジョセフソン効果を利用している。トーラス型（ドーナツ型）のパイプの中に弱い結合をした二つの空間を用意し、超流動体（液体のヘリウム3）を入れる。二つの空間は弱い結合として、人間の髪の毛の1/500の太さの穴を4225個あけた、窒化ケイ素の薄い膜で区切られている。小さな圧力をあたえると、片側からもう片側へと振動する波ができる。波の振動数は加える圧力によって決まるが、波の大きさ（振幅）はトーラスのもつ回転によって決まる。この振幅は電気的に測定することができる。よってもしトーラスが回転していれば、波は大きくなり、その波の大きさを測定することで回転を高感度で測定することができる。